# Lucinda Jenney
Lucinda Jenney (nascida em 23 de abril de 1954) é uma atriz norte-americana.

## Filmografia
| Ano  | Nome Original                     | No Brasil                       | Personagens              | Notas         |
| ---- | --------------------------------- | ------------------------------- | ------------------------ | ------------- |
| 1984 | Hearts and Diamonds               |                                 |                          |               |
| 1986 | The Whoopee Boys                  |                                 | Olivia                   |               |
| 1986 | Peggy Sue Got Married             | Seu passado a espera            | Rosalie Testa            |               |
| 1987 | The Verne Miller Story            |                                 | Bobby                    |               |
| 1988 | Rain Man                          | Rain Man                        | Iris                     |               |
| 1989 | Wired                             |                                 | Judy Belushi             |               |
| 1989 | Born on the Fourth of July        | Nascido em 4 de julho           | Passerby #2              |               |
| 1991 | Thelma & Louise                   | Thelma & Louise                 | Lena                     |               |
| 1992 | American Heart                    | Nada a Perder                   | Charlotte                |               |
| 1993 | Matinee                           |                                 | Anne Loomis              |               |
| 1993 | Mr. Jones                         |                                 | Christine                |               |
| 1995 | Leaving Las Vegas                 | Despedida em Las Vegas          | Weird Woman              |               |
| 1996 | Grace of My Heart                 |                                 | Marion                   |               |
| 1996 | Thinner                           |                                 | Heidi Halleck            |               |
| 1997 | Loved                             |                                 | Kate Amerson             |               |
| 1997 | The Last Time I Committed Suicide |                                 | Rosie Trickle            |               |
| 1997 | G.I. Jane                         | Até o Limite da Honra           | Blondell                 |               |
| 1997 | Mad City                          | O Quarto Poder                  | Jenny                    |               |
| 1998 | Desert Blue                       | Uma Aventura no Deserto         | Caroline Baxter          |               |
| 1998 | What Dreams May Come              | Amor além da Vida               | Mrs. Jacobs              |               |
| 1998 | Practical Magic                   | Da Magia À Sedução              | Sara (adulta)            |               |
| 1998 | Welcome to Hollywood              |                                 |                          |               |
| 1999 | Sugar Town                        |                                 | Kate                     |               |
| 1999 | The Deep End of the Ocean         | Nas Profundezas do Mar Sem Fim  | Laurie                   |               |
| 2000 | Crime and Punishment in Suburbia  | Prenda-me se puderes            | Vincent's Mom            |               |
| 2000 | How to Kill Your Neighbor's Dog   | O caminho para El Dorado        | Trina Walsh              |               |
| 2000 | Remember the Titans               | Duelo de Titãs                  | Arleen Yoast             | Não-creditada |
| 2000 | Thirteen Days                     | Treze Dias que Abalaram o Mundo | Helen O'Donnell          |               |
| 2001 | Crazy/Beautiful                   | Gostosa Loucura                 | Courteney Oalkey         |               |
| 2002 | The Mothman Prophecies            | A Última Profecia               | Denise Smallwood         |               |
| 2003 | S.W.A.T.                          | S.W.A.T. - Comando Especial     | Kathy                    |               |
| 2007 | The Final Season                  |                                 | Sheryl 'Chic' Van Scoyoc |               |
| 2008 | American Violet                   |                                 | Elizabeth Beckett        |               |
| 2009 | The Hangover                      | Se Beber, Não Case              |                          |               |
| 2010 | Rogue River                       |                                 | Lea                      |               |

| Ano  | Nome                           | Personagens              | Notas                                  |
| ---- | ------------------------------ | ------------------------ | -------------------------------------- |
| 1985 | First Steps                    | Carolyn                  | Filme de TV                            |
| 1985 | Out of the Darkness            | Mary                     | Filme de TV                            |
| 1986 | Spenser: For Hire              |                          | Episódio: "Hell Hath No Fury"          |
| 1988 | Miami Vice                     | Annie Pierce             | Episódio: "Vote of Confidence"         |
| 1989 | CBS Summer Playhouse           | Lucy                     | Episódio: "Microcops"                  |
| 1990 | Shannon's Deal                 |                          | Episódio: "Custody"                    |
| 1991 | Shoot First: A Cop's Vengeance | Beth                     | Filme de TV                            |
| 1992 | The Water Engine               | Gross's Secretary        | Filme de TV                            |
| 1992 | The Habitation of Dragons      | Bernice Dayton           |                                        |
| 1994 | Next Door                      | Marci Benedetti          | Filme de TV                            |
| 1994 | Homicide: Life on the Streets  | Pamela Wilgis            | Episódio: "Extreme Unction             |
| 1995 | A Stranger in Town             | Jeanine                  | Filme de TV                            |
| 1995 | Fallen Angels                  | Ginny                    | Episódio: "The Black Bargain"          |
| 1995 | Eye of the Stalker             | Elizabeth 'Liz' Knowlton | Filme de TV                            |
| 1996 | The Late Shift                 | Debbie Vickers           | Filme de TV                            |
| 1996 | High Incident                  | Off. Anne Bonner         | 4 Episódios                            |
| 1997 | EZ Streets                     | Mrs. Dog Face            | Episódio: "Every Dog Has It's Day      |
| 1997 | First Time Felon               | Sharon                   | Filme de TV                            |
| 1997 | The Visitor                    | Nadine Walden            | 2 Episódios                            |
| 1998 | Scattering Dad                 | Molly                    | Filme de TV                            |
| 1998 | NYPD Blue                      | Rose                     | Episódio: "Hammer Time"                |
| 1998 | L.A. Doctors                   | Rosalind                 | Episódio: "A Prayer for the Lying"     |
| 1999 | Fitz                           | Linda Palmer             | 1 Episódio                             |
| 2000 | If These Walls Could Talk 2    | Ella's Mommy             | Segment: "2000"                        |
| 2000 | The Practice                   | Angela Jamison           | 2 Episódios                            |
| 2001 | Gideon's Crossing              | Teddy Green              | Episódio: "The Race"                   |
| 2002 | Judging Amy                    | Allison Cossey           | Episódio: "Not Stumbling, But Dancing" |
| 2002 | The West Wing                  | Karen Kroft              | Episódio: "Swiss Diplomacy"            |
| 2002 | The Pennsylvania Miners' Story | Cindy Thomas             | Filme de TV                            |
| 2003 | The Shield                     | Lanie Kellis             | 7 Episódios                            |
| 2003 | Carnivàle                      | Flora Hawkins            | Episódio: "Milfay"                     |
| 2003 | 24                             | Helen Singer             | 4 Episódios                            |
| 2004 | Law & Order                    | Renee Bishop             | Episódio: "Married with Children"      |
| 2004 | Crossing Jordan                | Judy Strand              | Episódio: "Missing Pieces"             |
| 2004 | Six Feet Under                 | Kenneth's Ex-Wife        | Episódio: "Untitled"                   |
| 2004 | House MD                       | Sister Mary Eucharist    | Episódio: "Damned If You Do"           |
| 2005 | Law & Order: Criminal Intent   | Elise Garrett            | 2 Episódios:                           |
| 2007 | CSI: Crime Scene Investigation | Sheriff Beth McGuire     | Episódio: "Leaving Las Vegas"          |
| 2007 | Cold Case                      | Shirley Reed             | Episódio: "8:03AM"                     |
| 2007 | Battlestar Galactica           | Carolanne Adama          | Episódio: "A Day in the Life"          |
| 2007 | ER                             | Allison                  | Episódio: "Seas Change"                |
| 2007 | Monk                           | Zena Davis               | Episódio: "Mr. Monk is Up All Night"   |
| 2011 | Law & Order: LA                |                          | Episódio: "Big Rock Mesa"              |

| Ano  | Nome          | Personagens  | Notas |
| ---- | ------------- | ------------ | ----- |
| 1994 | Two Over Easy | Diane        |       |
| 2006 | Hide & Seek   | Betty        |       |
| 2007 | At the Beach  |              |       |
| 2009 | The Postcard  | Blanche Katz |       |

### Ligações Externas
- Lucinda Jenney. no IMDb.